# Guy Amouretti
Pour les articles homonymes, voir Amouretti.
Guy Amouretti, né le 27 février 1925 à Remiremont et mort le 8 juin 2011 à Paris, est un pongiste français.
Il est vice-champion du monde par équipe en 1948, et deux fois demi-finaliste en simple en 1948 et en 1952. Il a participé à treize reprises aux championnats du monde, entre 1947 et 1967.
Il a remporté à sept reprises le titre de champion de France en simple, en 1944, 1948, 1953, 1954, 1955, 1957 et 1959. Il est champion de France par équipes avec le Racing Club de France en 1960.